# Dagassa
Dagassa là một chi bướm đêm thuộc họ Erebidae.